# Ninoxe de Camiguin
Ninox leventisi
Espèce
Statut de conservation UICN

 EN C2a(ii) : En danger
La Ninoxe de Camiguin (Ninox leventisi) est une espèce d'oiseaux des Philippines appartenant à la famille des Strigidae.

## Répartition
Cette petite chouette vit aux Philippines, sur l'île de Camiguin.